# Астрономическая улица (Петродворцовый район)
Астрономи́ческая улица — улица в городах Петергофе и Ломоносове Петродворцового района Санкт-Петербурга. Проходит от Гостилицкого шоссе до улицы Федюнинского. Далее переходит в улицу Федюнинского.
Наименована 23 ноября 1970 года. Как указано в решении, она «проходит вблизи Троицкой горы, где предусматривалось строительство обсерватории [Ленинградского государственного] Университета».
Генеральным планом Санкт-Петербурга предусмотрено существенное продление Астрономической улицы на запад.

## Перекрёстки
- Гостилицкое шоссе
- Ульяновская улица
- Улица Связи